# Provincia Western Cape
Western Cape (în afrikaans: Wes-Kaap, adică "Capul Vestic") este o provincie în Africa de Sud. Reședința sa este orașul Cape Town.

## Demografie
Conform datelor recensământului din 2011 în provincia Westkap locuiau 5.822.734 de persoane. Limba dominantă a provinciei este afrikaans (55,3 %), urmată de Xhosa (23,7 %), engleză (19,3 %, mai ales în jurul capitalei Cape Town) și altele (<2 %).
În anul 2001 53,9% s-au declarat de culoare (coloured), 26,7% ca negri (African), 18,4% ca albi, iar 2% ca indieni sau asiatici. În anul 2011, 48,8 % din locuitori s-au declarat de culoare, 32,8 % ca negri, 15,7 % ca albi, iar 1% ca indieni sau asiatici.